# Keflavík Airport
 Der er for få eller ingen kildehenvisninger i denne artikel, hvilket er et problem. Du kan hjælpe ved at angive troværdige kilder til de påstande, som fremføres i artiklen.

Keflavík Airport (islandsk: Keflavíkurflugvöllur) er Islands største lufthavn og landets eneste egentlig internationale (selvom der er enkelte afgange fra Reykjavík Lufthavn (REK) til Grønland og Færøerne). Den ligger ved byen Keflavík ca. 40 km fra hovedstaden Reykjavík. Lufthavnen betjener ca. 6,8 mio. rejsende årligt.
Lufthavnen har tre landingsbaner, hvoraf to er i brug. Lufthavnens område er på ca. 25 km².

## Historie
Oprindeligt blev lufthavnen blev bygget i 1942 som en flybase for United States Army Air Forces (den amerikanske hærs flystyrker) til at overføre jager- og bombefly til krigsskuepladsen i Europa, især jagerflyene skulle optankes. Allierede maritime patruljefly anvendte også Keflavik i Slaget om Atlanterhavet. Amerikanerne rømmede basen i 1947, men vendte tilbage i 1950'erne under navnet Naval Air Station Keflavik. bygget af det amerikanske militær under 2. verdenskrig som en erstatning for en lille britisk landingsbane ved Garður nord for Keflavík. Den bestod af to separate flyvepladser, bygget i 1942 kun 4 km fra hinanden. Patterson Field i syd åbnede i 1942 og Meeks Field i nordvest åbnede 23. marts 1943. Den blev nedlagt i 2006 og man kan fortsat se en række af de køretøjer i brug, som amerikanerne anvendte på stedet.
Basen havde et personale på ca. 1.350 US-soldater, 100 US-civile og 650 islandske civile. Dertil var der også tilknyttet soldater fra Norge, Danmark, Storbritannien og Canada. Også personalet fra det islandske brandværn var en del af Iceland Defense Force.
Luftterminalen "Leif Erikson" blev indviet den 6. april 1987 og adskilte dermed lufthavnens civile trafik fra militærbasens.